# William Frederick Unsworth
William Frederick Unsworth est un architecte anglais né en 1851, et mort à Steep, près de Petersfield en 1912.

## Biographie
William Frederick Unsworth commence à travailler en 1869 dans l'agence Wilson & Wilcox, de Bath, puis après un voyage d'un an en France, il passe deux années dans le bureau d'architecture de George Edmund Street, puis un an chez William Burges.
Il a ouvert son propre bureau d'architecture en 1875 où il a d'abord travaillé en partenariat avec l'architecte Edward John Dodgshun (1854-1927).
Vers 1908, il est installé à Steep, près de Petersfield, où il travaille en partenariat avec son fils, Gerald Unsworth (1883-1946) et Inigo Triggs (1876-1923). Il a alors construit plusieurs maisons dans le style Arts and Crafts.
Il est mort brutalement d'une crise cardiaque dans sa maison de Steep, près de Petersfield, en 1912.

## Réalisations
- Le Shakespeare Memorial Theatre et la bibliothèque de Stratford-upon-Avon, en 1879, avec Edward John Dodgshun. Ce théâtre a été détruit par le feu en 1926[2].
- Village de Sion Mills, au Sud de Strabane, comté de Tyrone, Ulster, dans les années 1880 et 1890, pour les frères Herdman qui y avaient une usine de lin. William Frederick Unsworth était le gendre de James Herdman.
- Christ Church, Woking (Surrey), en 1889.
- Woodhambury, Woodham Lane, Woking, en 1889
- All Saints Church, Woodham Lane, Woking, en 1893.
- Good Sheperd Church, au village Sion Mills, en 1909.
- Broad Dene, Hill Road construit pour Walter Tyndale par le cabinet d'architecte comprenant W. F. Unsworth, son fils et Inigo Triggs[3].
- Ashford Chace, Petersfield, en 1912[4].

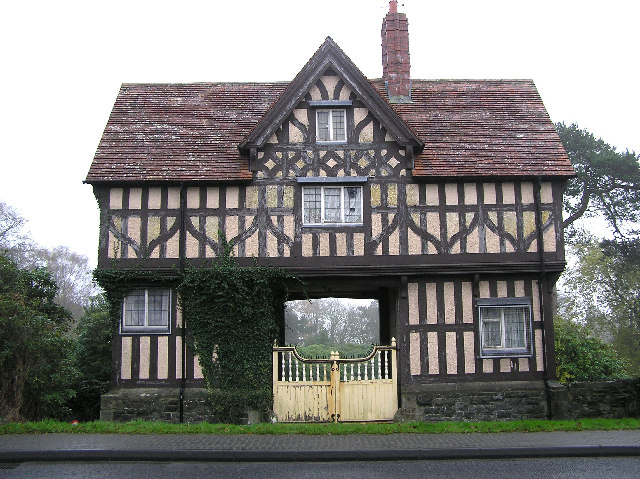
Gate House à Sion Mills
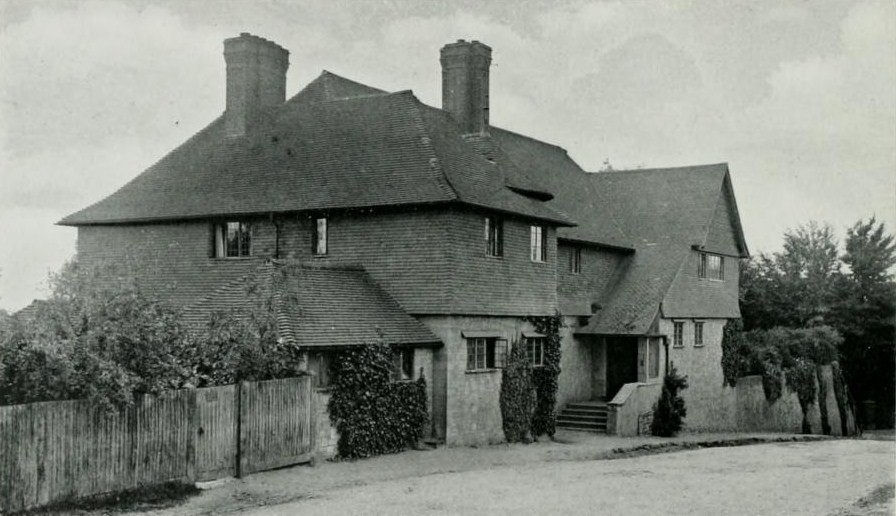
Broad Dene
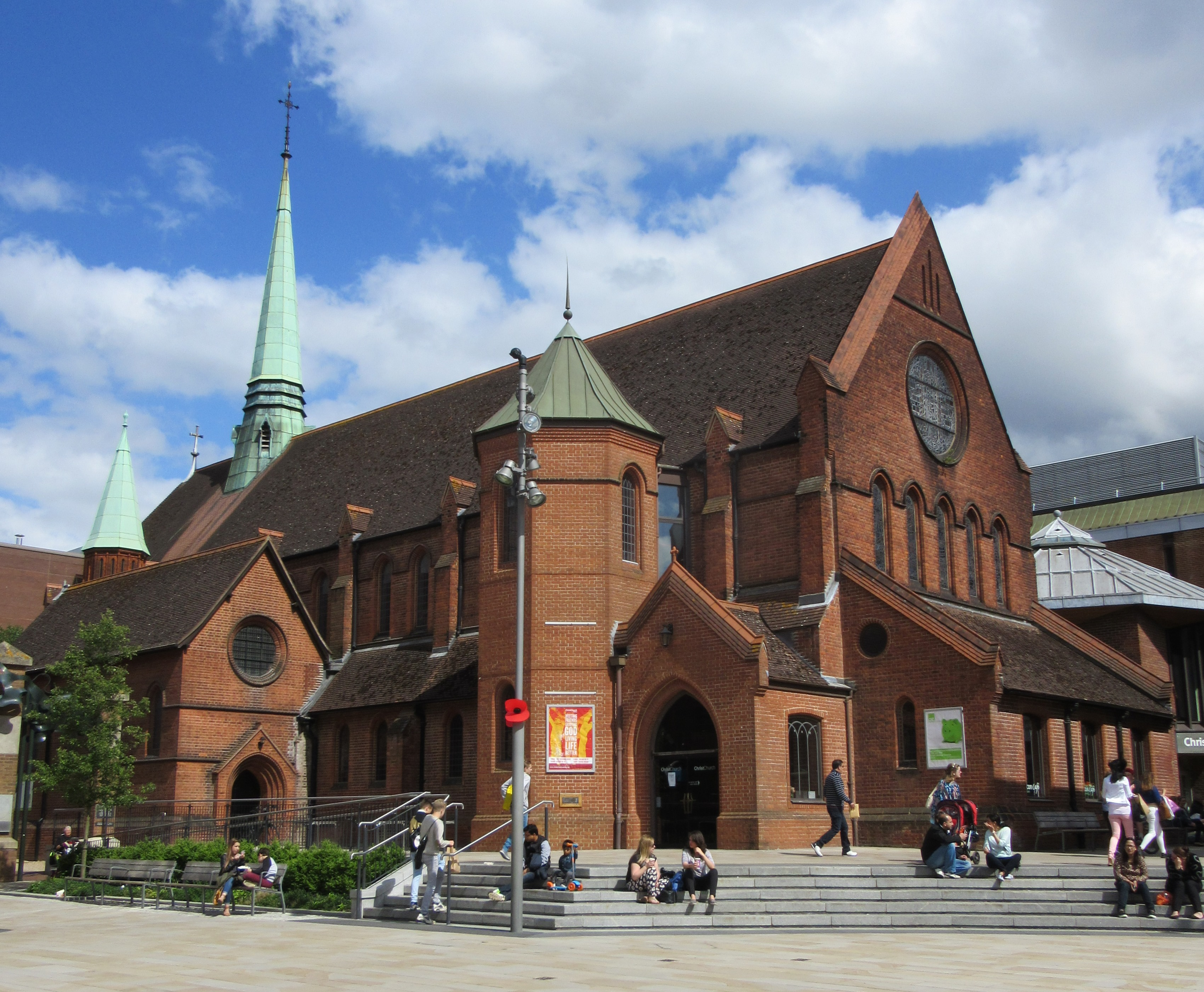
Christ Church, Woking
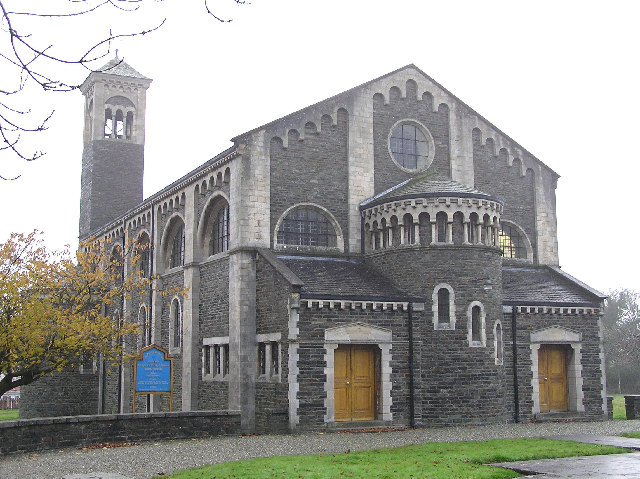
Good Sheperd Church, au village de Sion Mills

### Biographie
- Unsworth, William Frederick, p. 788, dans sous la direction de James Stevens Curl et Susan Wilson, The Oxford Dictionary of Architects, Oxford University Press, Oxford, 2015  (ISBN 978-0-19-105385-6) (lire en ligne)
- Ian Nairn,Nikolaus Pevsner,Bridget Cherry, The buildings of England : Surrey, p. 69, 320, 533, 538, Yale University Press, New Haven and London, 2002  (ISBN 0-300-09675-5)